# Нёманиль
Нёмани́ль (фр. Neufmanil) — коммуна во Франции, находится в регионе Шампань — Арденны. Департамент — Арденны. Входит в состав кантона Нузонвиль. Округ коммуны — Шарлевиль-Мезьер.
Код INSEE коммуны — 08316.
Коммуна расположена приблизительно в 210 км к северо-востоку от Парижа, в 100 км севернее Шалон-ан-Шампани, в 8 км к северо-востоку от Шарлевиль-Мезьера.

## Население
Население коммуны на 2008 год составляло 1191 человек.
| 1962 | 1968 | 1975 | 1982 | 1990 | 1999 | 2008 |
| ---- | ---- | ---- | ---- | ---- | ---- | ---- |
| 1071 | 1202 | 1127 | 1211 | 1204 | 1203 | 1191 |

## Экономика
В 2007 году среди 798 человек в трудоспособном возрасте (15—64 лет) 579 были экономически активными, 219 — неактивными (показатель активности — 72,6 %, в 1999 году было 69,5 %). Из 579 активных работали 504 человека (282 мужчины и 222 женщины), безработных было 75 (36 мужчин и 39 женщин). Среди 219 неактивных 58 человек были учениками или студентами, 73 — пенсионерами, 88 были неактивными по другим причинам.